# Sphragidelmis trilineatus
Sphragidelmis trilineatus is een keversoort uit de familie beekkevers (Elmidae). De wetenschappelijke naam van de soort werd in 1906 gepubliceerd door Antoine Henri Grouvelle.